# Ave Maria (film, 1936)
Pour les articles homonymes, voir Ave Maria.
Pour plus de détails, voir Fiche technique et Distribution.
Ave Maria est un film germano-italien réalisé par Johannes Riemann, sorti en 1936.

## Synopsis
Tino Dossi, un chanteur d'opéra riche, célèbre et âgé, pleure la terrible perte de sa femme, une Française dévouée. Chaque année, il se rend à Paris pour visiter sa tombe, mais une année, il est obligé d'aller à un concert que son manager a organisé. Tout en profitant du concert, son manager se rend dans une boîte de nuit miteuse et, en état d'ébriété, dit à une animatrice de cabaret et à son amant que la chanteuse est très malheureuse et aussi riche. 
La fille de boîte de nuit intrigante appelée Chansonnière Claudette, rencontre et accompagne le chanteur à Naples, faisant semblant d'être bouleversée par la mort de sa femme. Le chanteur et la fille sont fiancés plus tard, mais il découvre ses mensonges et elle, désormais véritablement amoureuse de lui, s'en va en voiture, mais est gravement blessée dans un grave accident de voiture. Le chanteur, désormais conscient de son repentir et de sa véritable affectation pour lui, la prend pour son épouse.

## Fiche technique
- Titre : Ave Maria
- Réalisation : Johannes Riemann
- Scénario : Georg C. Klaren
- Photographie : Bruno Mondi
- Montage : Roger von Norman (de)
- Musique : Alois Melichar
- Direction artistique : Emil Hasler
- Producteur : Martin Pichert (de)
- Producteur exécutif : Alberto Giacalone (de)
- Société de production : Itala Film
- Société de distribution : Neue Deutsch Lichtspiel-Syndikat Verleih (N.D.L.S.)
- Pays d'origine :  Reich allemand |  Royaume d'Italie
- Format : Noir et blanc — 35 mm — 1,37:1 — Son : Mono
- Genre : Film dramatique, Film musical
- Durée : 88 minutes (1 h 28)
- Date de sortie : 
  -  Reich allemand : 21 août 1936

## Distribution
- Beniamino Gigli : Tino Dossi
- Käthe von Nagy : Claudette, la chanteuse de cabaret
- Harald Paulsen (de) : Michel, le directeur du cabaret
- Paul Henckels : Amadeo Winkler
- Erna Berger : Violetta
- Elisabeth Neumann-Viertel : une mélomane
- Carl Auen
- Hedi Heising
- Herbert Hübner
- Katrin Karina
- Karl Platen
- Ernst Rotmund
- Konrad Cappi
- Willi Schur (de)

## Article annexe
- Liste des longs métrages allemands créés sous le nazisme